# Waldkrabbe
Die Waldkrabbe (Tuerkayana magnum, Synonym Discoplax magna) ist eine Art der Landkrabben, die an Küsten des östlichen Indischen Ozeans verbreitet ist. Bis zur taxonomischen Revision im Jahr 2014 wurden die Tiere der weiter östlich verbreiteten Blauen Landkrabbe (Tuerkayana hirtipes, Synonyme: Discoplax hirtipes und Cardiosoma hirtipes) zugerechnet.

## Beschreibung und Merkmale
Die Waldkrabbe erreicht eine Carapaxlänge und -breite der Männchen bis maximal 104 × 81 mm (ein Tier aus Thailand), wobei die meisten Exemplare merklich kleiner bleiben. Die Weibchen sind generell etwas kleiner als die Männchen. Bei lebenden Tieren ist der Carapax auf der Oberseite braun bis graubraun, auf der Unterseite weißlich-orange bis gelb. Die dritten Maxillipeden sind in der Mitte purpurrot. Die scherentragenden Beinpaare oder Chelipeden sind orange bis rot gefärbt, wobei die Spitzen der Scherenfinger weiß sind. Tiere aus West-Thailand und von den Nikobaren sind abweichend davon überwiegend dunkel violett mit deutlich rot abgesetzten Scheren. Die für Tuerkayana celeste charakteristische (weiß)-blaue Färbung ist aber nie ausgeprägt. Der quer eiförmige (subovate) Carapax ist sowohl quer als auch längs durchgehend konvex gewölbt, die einzelnen Regionen sind kaum gegeneinander abgesetzt. Die epigastrische Region ist dabei merklich etwas angeschwollen. Bei großen Männchen sind die, untereinander gleich großen, Scheren nicht merklich verlängert, die Scherenfinger sind lang und schmal und seitlich abgeflacht.

## Verbreitung
Das Verbreitungsgebiet erstreckt sich von der Weihnachtsinsel über die Westküste von Java und Sumatra sowie kleine der Küste Thailands vorgelagerte Inseln bis zu den Nikobaren. Auf der Weihnachtsinsel lebt die Art zusammen (sympatrisch) mit der hier viel häufigeren, auf dieser Insel endemischen Tuerkayana celeste. Beide Arten sind aber seltener als die berühmte Rote Landkrabbe (Gecarcoidea natalis) dieser Insel.
Das Verbreitungsgebiet von Tuerkayana hirtipes (im engeren Sinne) schließt nach Osten hin an, ohne zu überlappen (parapatrische Verbreitung). An einigen Stellen, so an der Nordspitze Javas, kommen beide Arten relativ nahe benachbart vor.

## Lebensweise
Die adulten Tiere der Art leben ausschließlich an Land (terrestrisch); sie suchen nur noch zur Fortpflanzung das Meer auf. Lebensraum sind Wälder auf verkarstetem Kalkstein. Sie kommen bis etwa einen Kilometer von der Küste landeinwärts vor. Die Art bevorzugt feuchte Böden mit einer mächtigen Streuauflage aus verrottender Vegetation, ist aber nicht an Sümpfe oder Feuchtgebiete gebunden. Die Krabben graben sich Schlupfwinkel als Rastplätze aus, meist an durch Bäume oder Felsen geschützten Stellen.

## Fortpflanzung
Wie die meisten Landkrabben (Gecarcinidae) sind sie zur Fortpflanzung ans Meer gebunden. Die Paarung jedoch findet an Land statt.

## Taxonomie
Die Art gehört zur Gattung Tuerkayana. Diese wurde bis 1987 meist in die Gattung Cardiosoma einbezogen, unterscheidet sich von dieser aber deutlich in der Form des thorakalen Sternums der Männchen. In der Gattung sind sechs Arten bekannt. Nach den genetischen Daten ist die Schwesterart von Tuerkayana magnum die Art Tuerkayana celeste, die Schwestergruppe der gemeinsamen Klade ist eine Klade aus den Arten Tuerkayana rotunda und Tuerkayana hirtipes.